# Praia do Itaguaçu (São Francisco do Sul)
A praia de Itaguaçu  é uma das praias localizadas no município de São Francisco do Sul, no estado brasileiro de Santa Catarina, distante 16 km do centro. Após passar um grande período sem ser frequentada, começou a ganhar maior visibilidade dos turistas no século XXI, onde é utilizada por banhistas, praticantes iniciantes no surfe, pessoas portadoras de reumatismo e praticantes da pesca de tainha.